# Looney Tunes: De nou en acció
Looney Tunes: De nou en acció (títol original: Looney Tunes: Back in Action) és una pel·lícula estatunidenca de la Warner Bros estrenada l'any 2003, que barreja animació i preses de vistes reals. Ha estat doblada al català

## Argument
Bugs Bunny i l'Ànec Daffy treballen per a la Warner, però l'ànec, gelós dels tractes de favor cap al conill i no gaudint de la mateixa popularitat, és acomiadat per la productora Kate Houghton. Es creua amb D. J. Drake, un agent de seguretat acomiadat el mateix dia. Però la Warner no triga a prendre consciència del seu error, reconeixent que la presència de Daffy al costat de Bugs Bunny era imprescindible. Sota pena de ser al seu torn acomiadada, Kate és encarregada pels germans Warner de portar l'ànec presumit i colèric als estudis… i tornar el seu treball a D. J. Drake que resulta ser el fill d'un dels actors més famosos de la societat.

## Repartiment
- Brendan Fraser: "D.J." Damian Drake Jr. / ell mateix
- Jenna Elfman: Kate Houghton
- Steve Martin: Mr. Luther J. Chairman
- Timothy Dalton: Damian Drake
- Heather Locklear: Dusty Tails
- Joan Cusack: « Mare »
- Bill Goldberg: Mr. Robert “Bob” Smith, el guàrdia del cos de Mr. Chairman
- Michael Jordan: ell mateix (cameo d'imatge d'arxiu de Space Jam)
- Matthew Lillard: ell mateix (cameo)
- Ron Perlman: un dels vicepresidents ACME de Mr. Chairman
- Robert Picardo: un dels vicepresidents ACME de Mr. Chairman
- Vernon Wells: un dels vicepresidents ACME de Mr. Chairman
- Don Stanton: els germans Warner
- Peter Graves: l'home del vídeo
- Roger Corman: ell mateix (cameo)
- Bill McKinney: un dels vicepresidents ACME de Mr. Chairman
- Jeff Gordon: ell mateix (cameo)

## Al voltant de la pel·lícula
- El film està inspirat en Austin Powers 3: Goldmember amb Mike Myers. Moltes escenes recorden aquest film, com la de Las Vegas on Heather Locklear canta i apareix a la manera de Beyoncé Knowles. Sense parlar del president d'ACME, inspirat en el diabòlic Dr. Evil.
- Sammy i Scooby-Doo són vistos a la cafétéria de Warner Bros, descontents de Matthew Lillard, l'actor que interpreta Sammy al primer film Scooby-Doo en una presa de vista real.
- Joe Dante ha deixat via lliure a Steve Martin per compondre el seu personatge, de l'actitud al vestuari.
- Brendan Fraser és el primer triat. Posa també la seva veu a Taz
- El film proposa un interessant cameo en la persona de Brendan Fraser, i en efecte, l'heroi del film, especialista, fa obertament al·lusió a la sèrie de llargmetratges La Mòmia, dient que ha estat especialista en el film i lamenta el fet que l' « autèntic » Brendan Fraser hagi pretès haver rodat sol les escenes d'accions. Aquesta estranya situació va concloure d'altra banda en una trobada entre els dos protagonistes.
- Timothy Dalton fa el paper d'una estrella de cinema gènere James Bond. O és un dels actors que ha portat la insígnia 007.
- El vestit de cuir de Heather Locklear recorda la de Jennifer Garner a Alias. En una rèplica, confessa treballar pels serveis secrets.
- Una escena amb John Cleese a París ha estat tallada en el muntatge. De la mateixa manera que una escena amb Locklear ha estat suprimida.
- El film comporta un gran nombre de referències cinematogràfiques a part de 007 i Austin Powers. Sobretot en l'escena de la dutxa de Psicosi (Bugs Bunny es dutxa), però també a Batman, Space Jam, The Avengers (el personatge de Mother), a Tex Avery i també a Star Wars, quan Bugs es protegeix dels trets de Marvin amb la seva pastanaga talla-làsers.[3]
- Jerry Goldsmith signa amb aquest film la seva última obra com a compositor de música de cinema. Mor l'any 2004. Havia compost una peça per al film Timeline poc després, però no va ser utilitzada.
- Quan l'Ànec Daffy i Brendan Fraser pugen al cotxe d'aquest últim, se sent el tema de Gremlins, film també dirigit per Joe Dante.
- A l'interior de la zona 52, podem percebre un Dàlek de la sèrie Doctor Who, i quan « aquest dia arriba », podem sentir-la dir la més cèlebre de les seves rèpliques: « Exterminer ! »[3]
- A la zona 52, es pot també percebre Robert el robot que fa referència a Robby el robot, el cèlebre robot que actua a Forbidden Planet' i The Invisible Boy.
- Encara a la zona 52, es percep el cèlebre monstre Ro-Man/Le guia suprem que actua a RobotMonster, un clàssic de ciència-ficció.
- Al Louvre, Daffy Duck, Bugs Bunny i Elmer el caçador entren al quadre Tarda de diumenge a l'illa de la Grande Jatte, pintat per Georges Seurat, figura de la tècnica del puntillisme.